# Radio K7
 (janvier 2024).
Radio K7, appelé aussi Radio K7, la bande-son des 90s, est un podcast musical français, créé en 2019 et présenté par Emmanuel Minelle. Il est accompagné d’Olivia Godat, Fanny Giniès, Grégoire Sauvage et Greg Cook.
Chaque mois, l’équipe de Radio K7 raconte l'histoire inédite d’un albums qui a marqué les 90s, de “Nevermind de Nirvana à The Chronic 2001 de Dr Dre, en passant par les Beastie Boys, IAM ou Francis Cabrel” selon Antoine de Caunes.

## Débuts
En 2019, Emmanuel Minelle retrouve dans sa chambre d’ado, une boîte pleine de souvenirs. C’étaient ses vieilles compilations sur cassettes, celles qu’il avait enregistré au collège. Il décide alors de rembobiner ses cassettes et de passer en revue ses premières découvertes musicales. Il a envie de partager son expérience sous la forme d’un podcast : un talk show, où l’on discute autour d’une table, avec des chroniques et des débats.
Ses amis rejoignent l'aventure : Olivia Godat (autrice), Fanny Giniès (galeriste et photographe), Grégoire Sauvage (journaliste) et Greg Cook (ingénieur du son). Tous étaient adolescents dans les années 1990 et partagent aujourd'hui une bonne culture musicale et une curiosité insatiable. Ensemble, ils revendiquent le fait d’être des amateurs et des témoins, pas des journalistes musicaux ni des conférenciers.

## Déroulement de l’émission
Le podcast est un mélange de format dit « talk » (avec des souvenirs et des débats) et de chroniques musicales. Le format habituel d'une émission comprend une introduction au disque présenté, avec une écoute accéléré des chansons et son contexte historique, puis des chroniques consacrées à l’histoire de l’artiste, à l’enregistrement de l’album, et l’identité visuelle du groupe. À la fin de l’émission, chaque membre de l’équipe donne son avis sur le disque.
Certaines émissions dérogent à ce modèle (comme des épisodes spéciaux) ou sont enregistrées avec des invités comme Pénélope Bagieu, David Castello-Lopès, Nora Bouazzouni ou 2 Heures de Perdues.
De l'aveu des créateurs, il s'agit de « redécouvrir la musique de notre adolescence, apprendre des trucs et se marrer ». Différents médias notent le ton drôle et sincère, parfois même de mauvaise foi, qui caractérise l'émission,,,.

## Épisodes Spéciaux

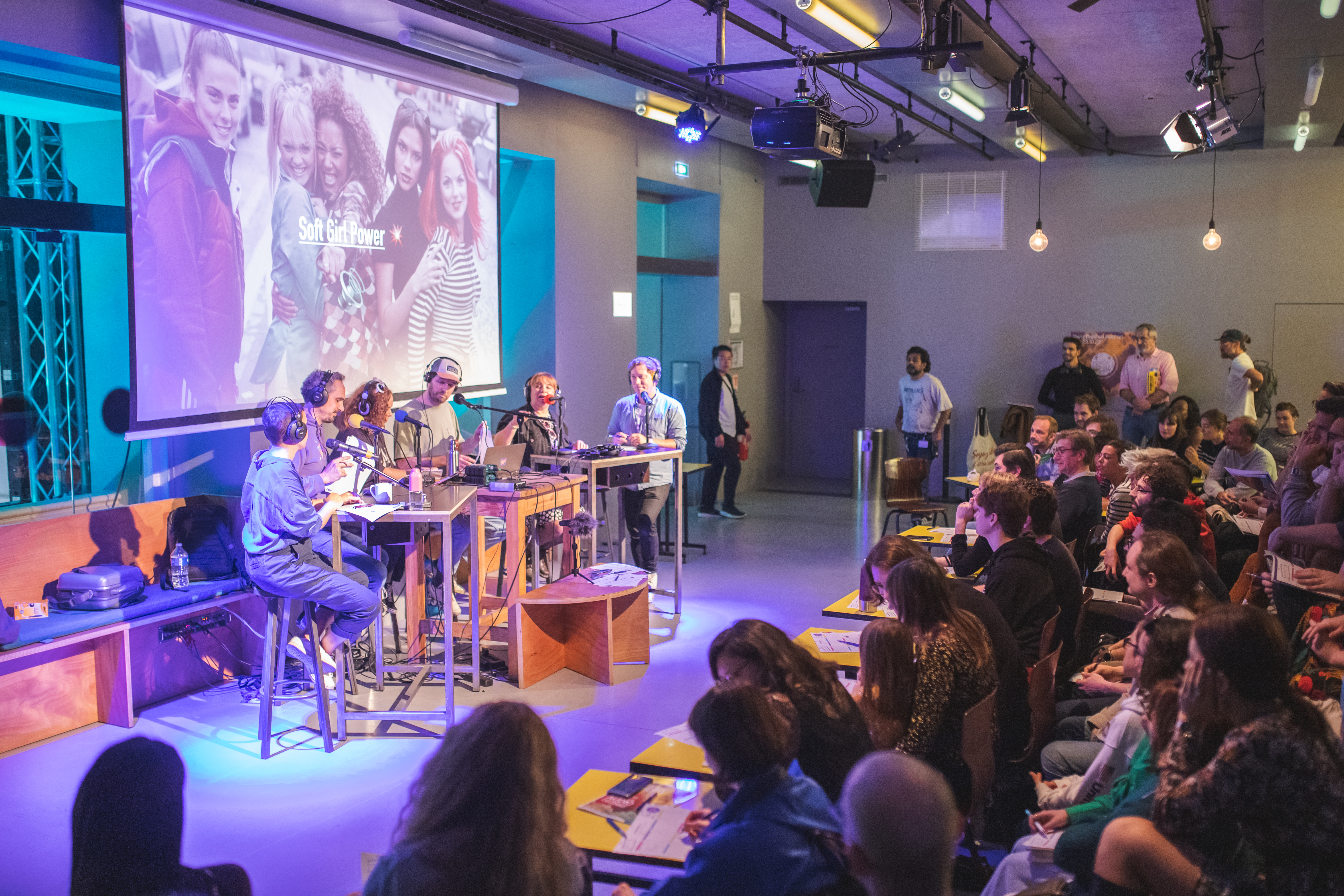
Radio K7 Live au Paris Podcast Festival 2022

### Top Générique
Les épisodes bonus de la saison 2, intitulés « Top Générique», présentent un tout autre format que les émissions habituelles puisqu'il s'agit de chroniques narratives à la première personne consacrées aux génériques TV des années 1990 : Code Quantum, le Prince de Bel-Air, Friends et X-Files : Aux frontières du réel.

#### Live au Paris Podcast Festival
Le 23 octobre 2022, Radio K7 est enregistré pour la première fois en live et en public à la Gaîté Lyrique pendant le Paris Podcast Festival. Pour l’occasion, Nora Bouazzouni et Greg Cook s’affrontent autour d’un blindtest musical sur les années 90s, auquel le public est lui aussi invité à participer.

## Radio K7 Creative
Emmanuel Minelle fonde en 2020 l’agence Radio K7 Creative pour accompagner les marques dans la conception, la production et la médiatisation de leurs podcasts. En 2023, Radio K7 Creative remporte plusieurs récompenses dans différentes compétitions, dont le Trophée du meilleur podcast de marque pour Ligne Roset, et le Trophée du meilleur studio de podcast de marque au Paris Podcast Festival,.